# Живи у пламену
Живи у пламену је 8. епизода из стрип серијала о Кен Паркеру објављена у Лунов магнус стрипу бр. 444. из 1981. године. Имала је 90 страна. Свеска је коштала 18 динара (0,25 $, одн. 0,59 DEM).Насловну страницу нацртао је Бранислав Керац.

## Кратак садржај
Након сукоба у Тихуани (ЛМС-439), Доналд Велш успева да се докопа Сан Франциска. Тамо упознаје Дону Ешфорд, локалну џепарошкињу, с којом почиње да прави план о пљачки експозитуре федералне ковнице новца. У томе им помаже Џек Бутс, зубар који је заљубљен у Дону, и све би урадио за њу. Џек по позиву има дозволу за одлазак у ковницу, што Доналд и Дона користе да би се прошверцовали у његовим колима, хелијумом успавали чуваре и опљачкали златне резерве у износу од $1,5 милиона.
Истовремено, у град стижу Кен и Дашијел који случајно улазе Доналду у траг и одмах проваљују да се спремио за пљачку. О томе одмах обавештавају локалног шерифа. Он им не верује, али ипак даје једног службеника да оду колима до ковнице.
Доналд, Дона и доктор Бутс беже из ковнице балоном. Таман када су помислили да су на безбедном, Кен успева да им ”Кентакијем” пробуши балон. Велш убија Бутса и Дону да би олакшао корпу, али на крају пада у океан где се он и Кен суочавају по последљи пут. На самом крају Кен успева да убије Велша, чиме је његова освета извршена.

## Значај епизоде
Драматуршки гледано, ово је до сада најбоља епизода серијала. Неизвесна је до самог краја, и садржи два врхунца. Тренутак у коме Велш, Дона и Бутс беже балоном из ковнице разрешава напетост око бекства. Одмах после тога долази врхунац епизоде у коме Кен, на Велшово огромно изненађење, пушком успева да пробуши балон, чиме запечаћује Велшову судбину.
Кен се у епизоди појављује релативно касно у њој (тек на 36. страници). Ово је с времена на време била карактеристика Берардових сценарија, по чему се серијал издвајао од осталих јунака ЗС и ЛМС. (Рецимо, у ЛМС-697, Кен се појављује тек у последњих десетак страна епизоде. Слично је и у ЛМС-417 и 487.)
И ову епизоду је редакција Дневника скратила за неколико страна. Апсолутно је неопростиво што недостаје стр. 93 на којој Велш убија Дону у корпи балона. Сцена по последњи пут показује Велшову суровост и безосећајност, те читаву малу драму у којој је читалац замало помислио да ће јој Велш ипак поштедети живот.

## Оригинална епизода
Оригинална епизода објављена је у јануару 1978. године под називом Colpo grosso a San Francisco (Велики пуцањ у Сан Франциску) у издању Cepim-a. Епизоду је нацртао Иво Милацо (1977. год), а сценарио написао Ђанкарло Берарди.